# Список глав правительства Тонги

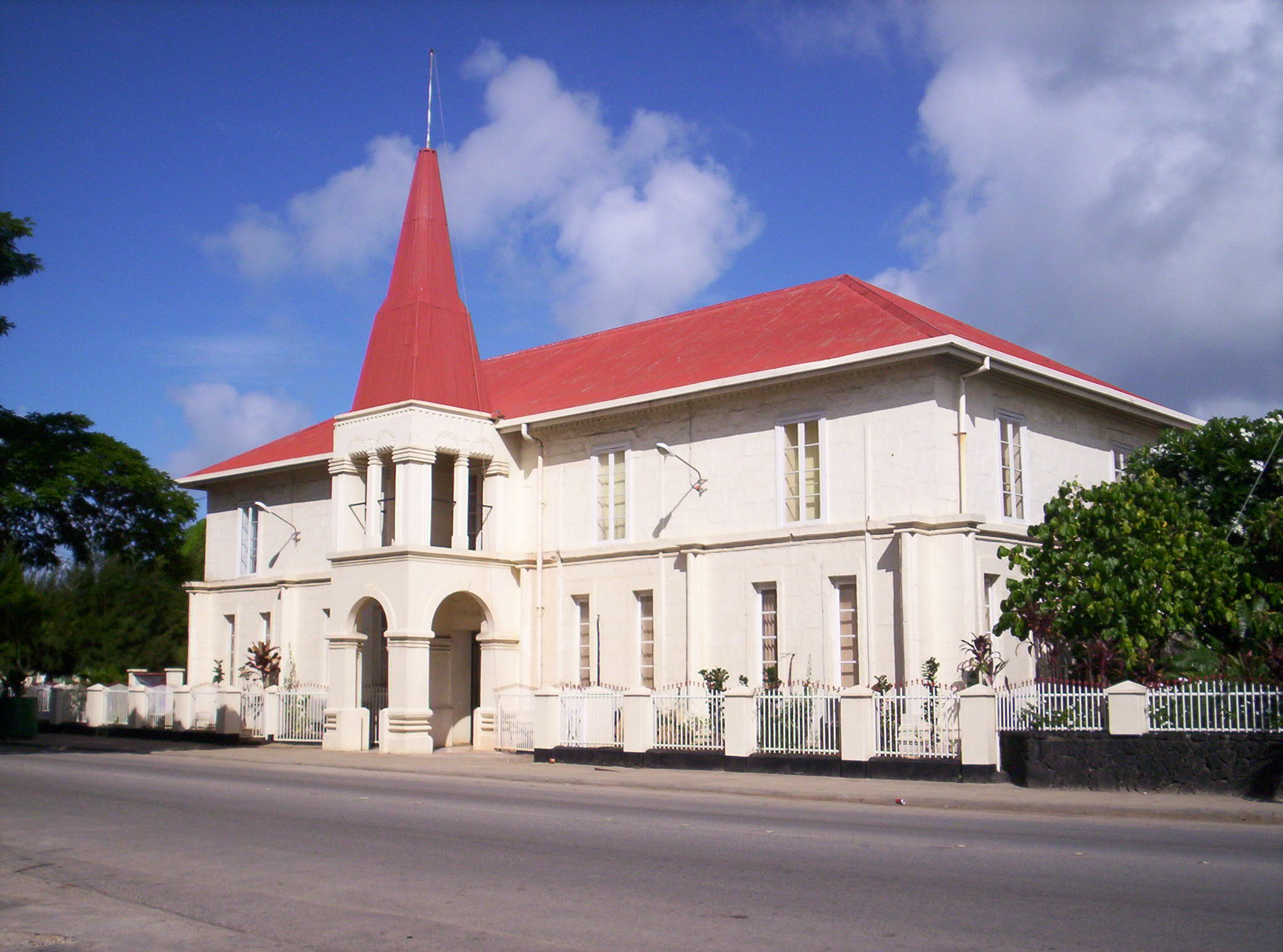
Резиденция премьер-министра в Нукуалофе

Премьер-министр Тонги (тонг. Palemia ʻo Tonga, англ. Prime Minister of Tonga; с 1876 по 1970 годы — премьер, англ. Premier) — глава кабинета министров Королевства Тонга. В настоящее время избирается Законодательным собранием и назначается на пост королём. Конституция Тонги была октроирована королём Джорджем Тупоу I 4 ноября 1875 года, первый кабинет министров королевства был сформирован в 1876 году, его возглавил наследный принц Тевита Унга. Автор конституции, методистский миссионер Ширли Вальдемар Бейкер совместно с королём основал Свободную Церковь Тонги и был с 1880 по 1890 годы вторым премьером правительства (единственным иноземцем на этом посту). С 1900 года Королевство Тонга находилось под протекторатом Великобритании, сохранив действие конституции и порядок формирования государственных органов. В 1970 году соглашение о протекторате было прекращено.
Согласно конституции, исполнительную власть в Тонге осуществляет кабинет министров, состоящий из премьер-министра и министров, назначение которых является королевской прерогативой. Они занимают свои посты столько, сколько пожелает монарх, однако члены кабинета могут быть отстранены от должности Законодательным собранием, если их деятельность противоречит закону. При этом в июле 2008 года король Джордж Тупоу V объявил о существенных демократических реформах: он отказался от большинства своих исполнительных полномочий в пользу кабинета министров и отменил практику назначения премьер-министра по собственному желанию, установив, что назначение будет производиться в соответствии с решением Законодательного собрания. После проведения в ноябре 2010 года парламентских выборов новый порядок был реализован: лорд Сиале ʻАтаонго Кахо Ту’ивакано был избран премьер-министром членами парламента и затем назначен королём.
Использованная в первом столбце таблиц нумерация является условной; также условным является использование в первом столбце цветовой заливки, служащей для упрощения восприятия принадлежности лиц к различным политическим силам без необходимости обращения к столбцу, отражающему партийную принадлежность. Наряду с партийной принадлежностью, в столбце «Партия» также отражён беспартийный статус персоналий. Наследные тонганские титулы, являющиеся частью имени, показаны курсивом. В столбце «Выборы» с 2010 года отражены состоявшиеся выборные процедуры, сформировавшие состав парламента, утвердившего состав правительства или поддержавшего его.

## Список
|                                                                  | Портрет       | Имя (годы жизни) | Полномочия       | Полномочия       | Партия                                        | Выборы               | Пр.                         |
| Начало                                                           | Портрет       | Имя (годы жизни) | Окончание        |                  | Партия                                        | Выборы               | Пр.                         |
| ---------------------------------------------------------------- | ------------- | --- | ---------------- | ---------------- | --------------------------------------------- | -------------------- | --------------------------- |
| 1                                                                |               | Тевита ʻУнга Мотангитау (1824—1879) тонг. Tēvita ʻUnga Motangitau                                                                   | 1 января 1876    | 18 декабря 1879  | беспартийный                                  | [ комм. 5 ]          | [ 7 ] [ 8 ]                 |
| С 18 декабря 1879 года по 24 июля 1880 года — должность вакантна |               | |                  |                  |                                               |                      |                             |
| 2                                                                |               | Ширли Вальдемар Бейкер (1836—1903) англ. Shirley Waldemar Baker                                                                     | 24 июля 1880     | 5 июля 1890      | беспартийный                                  | [ комм. 5 ]          | [ 9 ] [ 3 ] [ 10 ]          |
| 3                                                                |               | Сиаоси Уилиами Тукуʻахо (1854—1897) тонг. Siaosi Uiliami Tukuʻaho                                                                   | 5 июля 1890      | ноябрь 1893      | беспартийный                                  | [ комм. 5 ]          | [ 3 ] [ 10 ] [ 11 ]         |
| 4                                                                |               | Сиосатеки Тонга Веикуне (1853—1913) тонг. Siosāteki Tonga Veikune                                                                   | ноябрь 1893      | декабрь 1904     | беспартийный                                  | [ комм. 5 ]          | [ 11 ] [ 12 ] [ 13 ]        |
| 5                                                                |               | Сиаоси Фатафехи Тоутаитокотаха Туʻипелехаке (1842—1912) тонг. Siaosi Fatafehi Toutaitokotaha Tuʻipelehake                           | январь 1905      | январь 1905      | беспартийный                                  | [ комм. 5 ]          | [ 11 ] [ 14 ] [ 15 ]        |
| 6                                                                |               | Сионе Тупоу Матеиалона (1852—1925) тонг. Sione Tupou Mateialona                                                                     | январь 1905      | 30 сентября 1912 | беспартийный                                  | [ комм. 5 ]          | [ 11 ] [ 16 ] [ 17 ]        |
| 7                                                                |               | Тевита Полутеле Кахо Туʻивакано (1869—1923) тонг. Tēvita Polutele Kaho Tu'ivakano                                                   | 30 сентября 1912 | 30 июня 1923     | беспартийный                                  | [ комм. 5 ]          | [ 17 ] [ 18 ]               |
| 8                                                                |               | Вилиами Туполуахи Тунги Маилефихи (1887—1941) тонг. Viliami Tupoulahi Tungī Mailefihi                                               | 30 июня 1923     | 20 июля 1941     | беспартийный                                  | [ комм. 5 ]          | [ 19 ] [ 20 ]               |
| 9                                                                |               | Соломон Пиутуану Уламолека Ата (1883—1950) тонг. Solomone Piutuau Ulamoleka Ata                                                     | 20 июля 1941     | 12 декабря 1949  | беспартийный                                  | [ комм. 5 ]          | [ 17 ] [ 21 ]               |
| 10                                                               |               | Сиаоси Тауфа’ахау Тупоулахи (1918—2006) тонг. Siaosi Tāufaʻāhau Tupoulahi                                                           | 12 декабря 1949  | 16 декабря 1965  | беспартийный                                  | [ комм. 5 ]          | [ 22 ] [ 23 ] [ 24 ]        |
| 11                                                               |               | Сионе Нгу Мануматаонго Уелингатони Фатафехи Ту’ипелехаке (1922—1999) тонг. Sione Ngū Manumataongo Uelingatoni Fatafehi Tuʻipelehake | 16 декабря 1965  | 21 августа 1991  | беспартийный                                  | [ комм. 5 ]          | [ 25 ] [ 26 ]               |
| 12                                                               |               | Барон Ваеа ʻАлипате Халакиланги Тауʻалупеоко Тупоу (1921—2009) тонг. Baron Vaea 'Alipate Halakilangi Tau'alupeoko Tupou             | 21 августа 1991  | 3 января 2000    | беспартийный                                  | [ комм. 5 ]          | [ 27 ] [ 28 ] [ 29 ]        |
| 13                                                               |               | ʻАхоʻеиту ʻУнуакиʻотонга Тукуʻахо (1959—) тонг. ʻAhoʻeitu ʻUnuakiʻotonga Tukuʻaho                                                   | 3 января 2000    | 11 февраля 2006  | беспартийный                                  | [ комм. 5 ]          | [ 30 ] [ 31 ] [ 32 ]        |
| и. о.                                                            |               | Фелети Вакаʻута Севеле (1944—) тонг. Feleti Vakaʻuta Sevele                                                                         | 11 февраля 2006  | 30 марта 2006    | Движение за права человека и демократию       | [ комм. 5 ]          | [ 33 ] [ 34 ] [ 35 ]        |
| 14                                                               | 30 марта 2006 | Фелети Вакаʻута Севеле (1944—) тонг. Feleti Vakaʻuta Sevele                                                                         | 22 декабря 2010  |                  | Движение за права человека и демократию       | [ комм. 5 ]          | [ 33 ] [ 34 ] [ 35 ]        |
| 15                                                               |               | Сиале ʻАтаонго Кахо Ту’ивакано (1952—) тонг. Siale ʻAtaongo Kaho Tu'ivakano                                                         | 22 декабря 2010  | 29 декабря 2014  | беспартийный                                  | 2010                 | [ 36 ] [ 37 ] [ 38 ]        |
| 16 (I—II)                                                        |               | Самуела Акилиси Похива (1941—2019) тонг. Samiuela 'Akilisi Pōhiva                                                                   | 29 декабря 2014  | 12 сентября 2019 | Демократическая партия Дружественных островов | 2014                 | [ 39 ] [ 40 ] [ 41 ] [ 42 ] |
| 16 (I—II)                                                        | 2017          | Самуела Акилиси Похива (1941—2019) тонг. Samiuela 'Akilisi Pōhiva                                                                   | 29 декабря 2014  | 12 сентября 2019 | Демократическая партия Дружественных островов |                      | [ 39 ] [ 40 ] [ 41 ] [ 42 ] |
| и. о.                                                            |               | Семиси Киоа Лафу Сика (1968—) тонг. Sēmisi Kioa Lafu Sika                                                                           | 12 сентября 2019 | 27 сентября 2019 | Демократическая партия Дружественных островов | [ 43 ] [ 44 ] [ 45 ] |                             |
| 17                                                               |               | Похива Туʻиʻонетоа (1951—2023) тонг. Pohiva Tuʻiʻonetoa                                                                             | 27 сентября 2019 | 27 декабря 2021  | Тонганская народная партия                    | [ комм. 23 ]         | [ 46 ] [ 47 ]               |
| 18                                                               |               | Сиаоси ʻОфакивахафолау Совалени (1970—) тонг. Siaosi ‘Ofakivahafolau Sovaleni                                                       | 27 декабря 2021  | 9 декабря 2024   | беспартийный                                  | 2021                 | [ 48 ] [ 49 ] [ 50 ] [ 51 ] |
| и. о.                                                            |               | Самиу Куита Ваипулу (1952—) тонг. Samiu Kuita Vaipulu                                                                               | 9 декабря 2024   | 22 января 2025   | беспартийный                                  | 2021                 | [ 52 ]                      |
| 19                                                               |               | ʻАйсаке Валу Эке (?—) тонг. ʻAisake Valu Eke                                                                                        | 22 января 2025   | действующий      | беспартийный                                  | 2021                 | [ 53 ]                      |